# Фернан Лејк Вилиџ (Ајдахо)
Фернан Лејк Вилиџ (енгл. Fernan Lake Village) град је у америчкој савезној држави Ајдахо.

## Демографија
По попису из 2010. године број становника је 169, што је 17 (-9,1%) становника мање него 2000. године.
| Група             | 2000.       | 2010.       |
| Белци             | 177 (95,2%) | 155 (91,7%) |
| Афроамериканци    | 0 (0,0%)    | 1 (0,6%)    |
| Азијати           | 4 (2,2%)    | 3 (1,8%)    |
| Хиспаноамериканци | 3 (1,6%)    | 8 (4,7%)    |
| Укупно            | 186         | 169         |